# Schistosoma mansoni
Schistosoma mansoni es una especie de trematodo digenético, gusanos planados parasitarios de los humanos que produce la enfermedad conocida como esquistosomiasis o bilharzia. Se distinguen de otros trematodos por tener los sexos separados (la mayoría de los trematodos son hermafroditas). 
El ciclo de vida incluye a dos hospedadores: el hombre (hospedador definitivo) y un molusco (hospedador intermediario). Es el único agente etiológico causante de Bilharzia en América Latina.

## Morfología
Al igual que el resto de los trematodos, Schistosoma mansoni tiene un cuerpo aplanado, no segmentado, revestido por una estructura sincicial llamada tegumento, el cual es metabólicamente activo en la absorción de nutrientes. Tienen un aparato digestivo incompleto, sin ano.

### Adulto
A diferencia de otros trematodos, Schistosoma mansoni es un gusano largo y delgado. El macho mide 10-12 mm de longitud y solo 0,11 mm de anchura, considerablemente más ancho que la hembra que mide 12-16 x 0,016 mm.
El tegumento que cubre al adulto está revestido por pequeños tubérculos y los bordes laterales del macho están incurvados formando un canal llamado ginecóforo en donde se atrinchera la hembra en cópula. Dos ventosas, una oral y otra ventral son usadas para aferrarse al tejido del hospedador. El aparato genital masculino consta de 6 - 9 testículos de donde desprenden un túbulo deferente que se dilata en una vesícula seminal. Las hembras tienen un solo ovario preecuatorial y depositan 1-2 huevos. La hembra es más oscura que el macho debido a una mayor cantidad de pigmento llamado hemozoína derivado de la hemoglobina del hospedador.

### Huevo

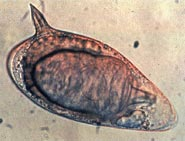
Foto del huevo de S. mansoni con su espolón lateral y un miracidio adentro.

Los huevos del S. mansoni son alargados, con cubierta transparente, de unos 114-180 μm x 45-73 μm, con un característico espolón lateral nítido cerca de la extremidad posterior y apuntando hacia atrás. Cada huevo contiene un miracidio.

### Miracidio
El miracidio de S. mansoni es una larva ciliada embrionaria que mide unos 180 x 62 μm, se mueve en busca del hospedador, mas no se alimenta. Cuando son liberadas de los huevos, en contacto con el agua, los miracidios apenas viven unas horas si no encuentran a su hospedador intermediario.

### Cercaria
La cercaria del S. mansoni es el último estadio larvario; es nadadora, libre, caracterizada por tener una larga cola bifurcada en el extremo distal, una cabeza de unos 200 μm equipada con espinas y papilas sensoriales, y recubiertas por tegumento trilaminado, denso y refráctil. Las cercarias tienen diferenciación sexual, con cercarias machos y hembras. No se alimentan, perdiendo su energía de reserva en 96 horas. Las glándulas de la cabeza contiene enzimas que le permiten penetrar la piel del humano; al hacerlo pierden la cola.

## Ciclo de vida
El ciclo de vida del S. mansoni comienza con la liberación de los huevos en las heces humanas. Al entrar en contacto con el agua y condiciones favorables (por ej., temperaturas de unos 25 °C), la cáscara se rompe liberando el miracidio. Este tiene capacidad móvil en busca de su único hospedador intermedio, el caracol Biomphalaria (planorbídeos) auxiliado por atracción a secreciones del molusco. Penetran el caracol por sus partes blandas, después de lo cual, cercano al lugar de penetración, se desarrollan en un esporoquiste primario o esporoquiste madre. 
Por los poros del esporoquiste primario se liberan cientos de esporoquistes secundarios, también llamados esporoquistes hijos, los cuales se dirigen ahora al hepato-páncreas del caracol donde originan docenas de miles de cercarias. Son las cercarias las que abandonan al caracol e infectan al hombre. Al perder la cola después de penetrar la piel humana, con ayuda de enzimas proteolíticas, se conocen como esquistosómulos.
El esquistosómulo es un gusano adolescente que migra por el cuerpo del hombre causando la patología que lleva por nombre Bilharzia.

## Epidemiología
Originario de África, el Schistosoma mansoni fue transportado a América Latina conjuntamente con el tráfico de esclavos en Brasil y el Caribe. El organismo y su hospedador intermediario se encuentran en África, Brasil, Venezuela, Surinam, ciertas áreas de las Antillas, Puerto Rico, y la República Dominicana. No existen registros de esta dolencia en Argentina, aunque la presencia de sus vectores potenciales constituye una amenaza latente.
Es la única especie de Schistosoma encontrada en América Latina. El molusco intermediario más importante en África es Biomphalaria y en América Latina es el molusco Tropicorbis, el cual hizo de hospedador vicariante del parásito, en ausencia de caracoles del género Biomphalaria en el Nuevo Mundo. Es por esta razón que actualmente la esquistosomiasis es endémica en el continente americano.
Un estimado de 200 millones de personas se encuentran infectadas con esquistosomiasis en el mundo, de los cuales se cree que unos 130 millones son sintomáticos y aproximadamente 20 000 mueren cada año de la enfermedad.